# La Salope éthique
 (mai 2023).
La Salope éthique : Guide pratique pour des relations libres sereines, de son titre originel The Ethical Slut: A Guide to Infinite Sexual Possibilities  (ISBN 1-890159-01-8) est un livre écrit par Dossie Easton et Catherine A. Liszt (un pseudonyme de Janet Hardy (en)), et publié en 1997 par Greenery Press. Il explique comment fonctionnent les relations non exclusives à long terme, et donne des conseils pour les mettre en pratique. Il est souvent cité comme fondamental pour le mouvement polyamoureux.

## Contenu
Slut est un terme péjoratif anglais qui désigne une personne (généralement une femme) qui pratique la pluralité sexuelle, dont l'équivalent français serait salope. Les auteurs se réapproprient le mot en le redéfinissant pour signifier « une personne de tout genre qui a le courage de mener sa vie selon le principe radical que le sexe est agréable et le plaisir une bonne chose pour vous » ; et plus généralement quelqu'un qui accepte le fait d'aimer le sexe et l'intimité, et qui choisit de les pratiquer d'une manière éthique et ouverte plutôt qu'en trompant son partenaire.
The Ethical Slut montre comment mener une vie active avec de multiples partenaires sexuels d'une façon honnête. Le livre aborde des sujets tels que les difficultés et les opportunités pour trouver des partenaires, maintenir ses relations avec autrui, et les stratégies d'évolution personnelle. Plus précisément, il contient divers chapitres discutant la façon dont la liberté amoureuse consensuelle est traitée dans différentes sous-cultures, et de même l'emploi de son temps, la jalousie, la communication, les conflits dans les relations, et l'étiquette à suivre pour la sexualité de groupe.

## Éditions suivantes et traductions
Easton déclare en mai 2007 qu'elle et Liszt travaillent sur une seconde édition du livre, qui inclut des exercices de communication et plus d'informations sur les communautés polyamoureuses sur Internet. Cette édition parait en mars 2009, et a pour titre The Ethical Slut: A Practical Guide to Polyamory, Open Relationships & Other Adventures (« La salope éthique : un guide pratique du polyamour, des relations ouvertes et autres aventures »).
Le livre parait traduit en français en avril 2013 aux éditions Tabou sous le titre La Salope éthique : Guide pratique pour des relations libres sereines.
Une troisième édition est parue en août 2017 et a pour titre The Ethical Slut : A Practical Guide to Polyamory, Open Relationships, and Other Freedoms in Sex and Love (« La salope éthique : un guide pratique du polyamour, des relations ouvertes et autres libertés sexuelles et amoureuses »).
Le livre est réédité en France en 2021 sous le titre L'éthique des amours plurielles : avoir plusieurs amoureux, les respecter et se respecter (ISBN 978-2-37415-039-0), aux éditions de l’Éveil.